# Euphorbia nicaeensis
Euphorbia nicaeensis är en törelväxtart som beskrevs av Carlo Allioni. Euphorbia nicaeensis ingår i släktet törlar, och familjen törelväxter.

## Underarter
Arten delas in i följande underarter:
- E. n. demnatensis
- E. n. nicaeensis
- E. n. prostrata
- E. n. hispanica

## Bildgalleri

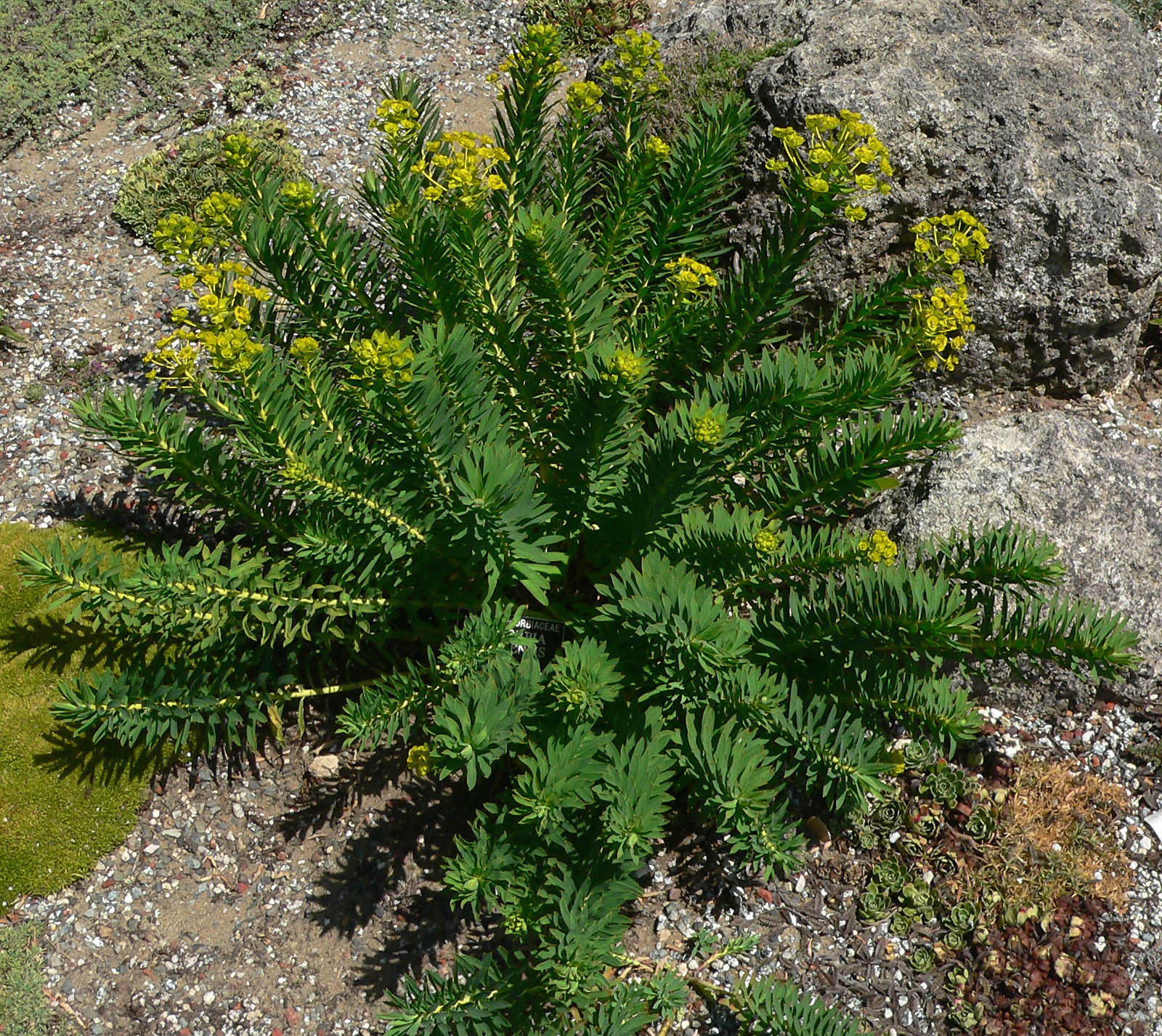
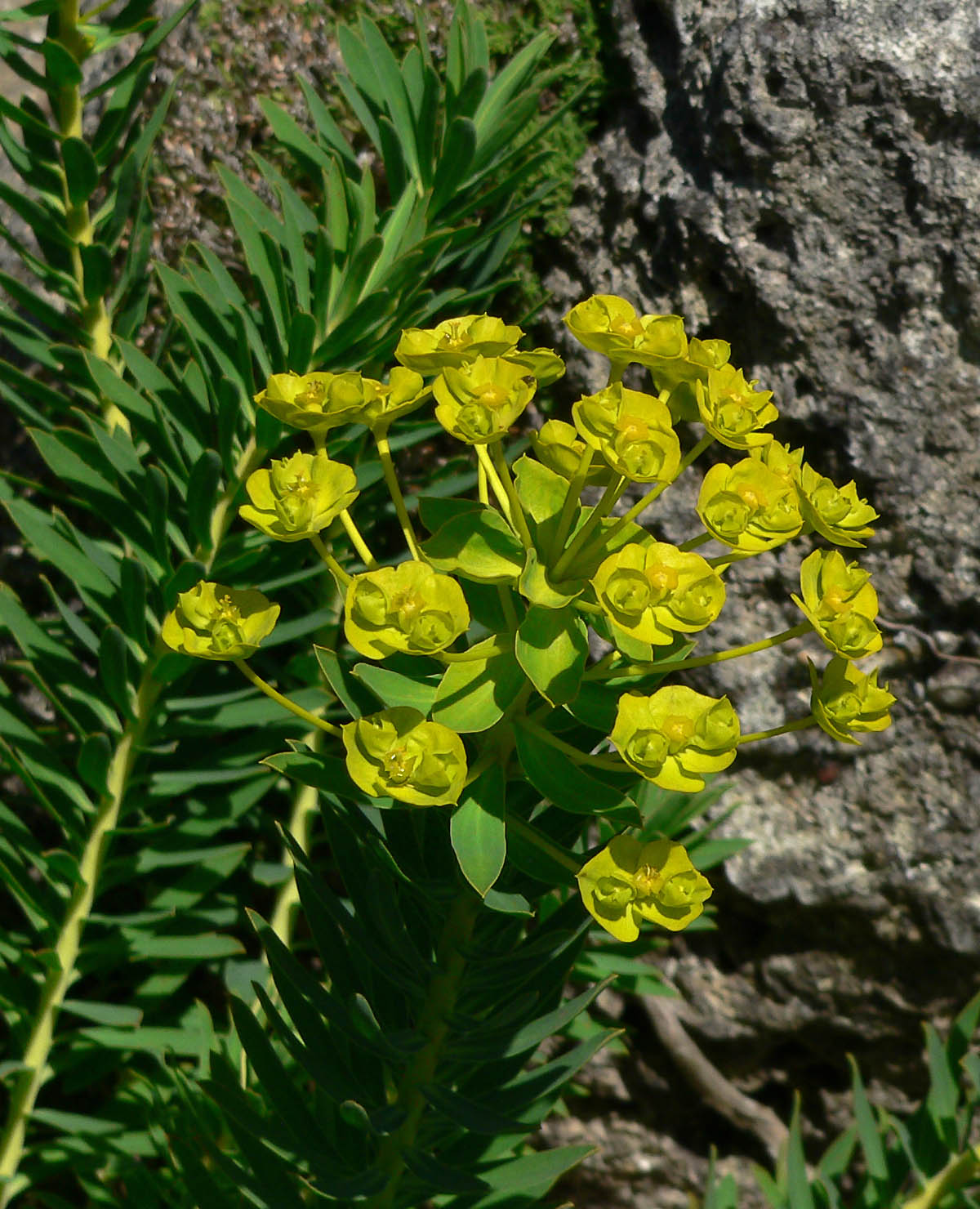
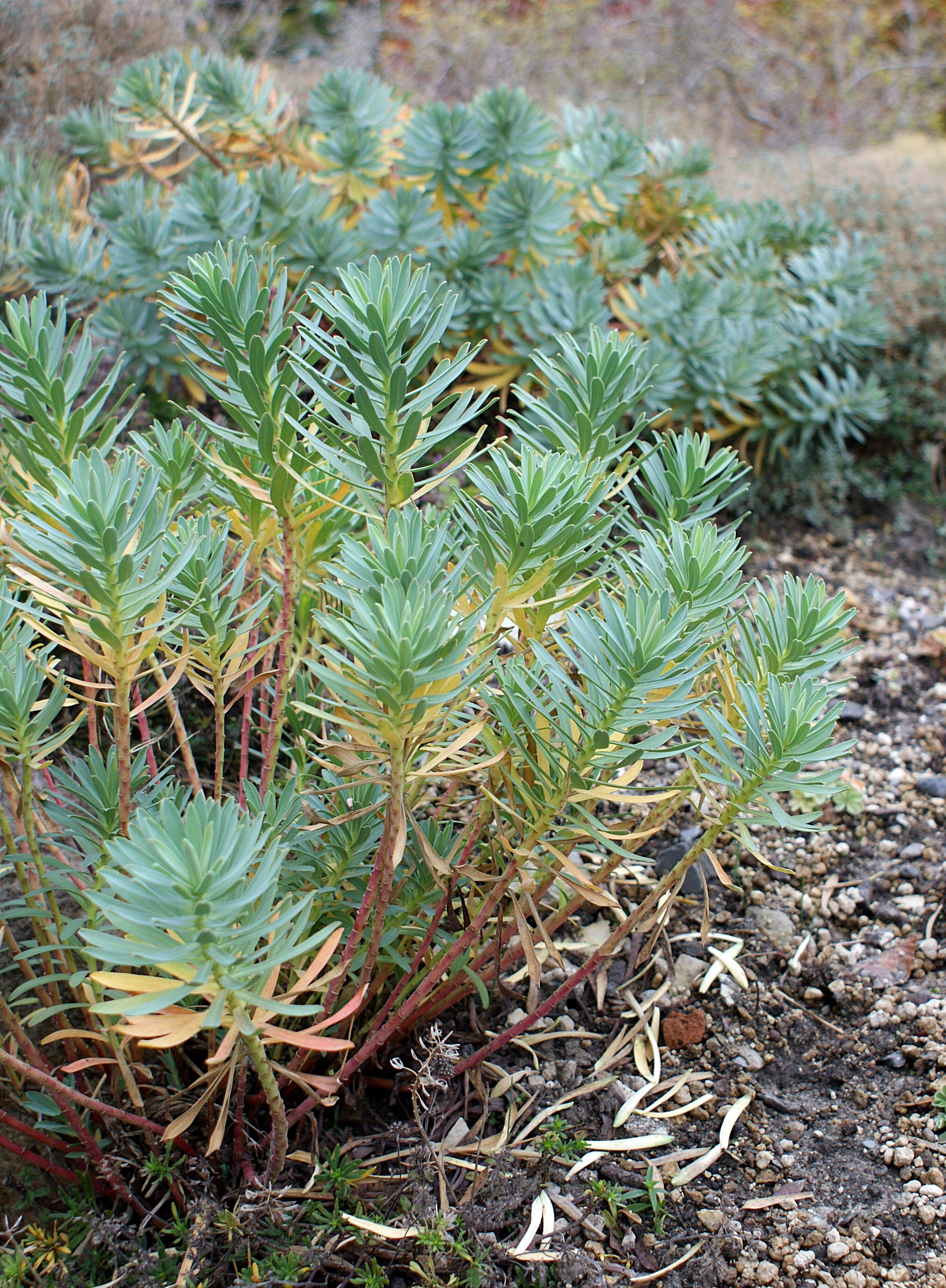